# Christopher Andreas Holmboe
Pour les articles homonymes, voir Holmboe.
Christopher Andreas Holmboe (né le 19 mars 1796 à Vang et mort le 2 avril 1882) est un philologue norvégien. Il est le frère du mathématicien Bernt Michael Holmboe. Il est professeur en langues orientales à l'université d'Oslo de 1825 à 1876 et est également numismate.